# 五嶽真形圖

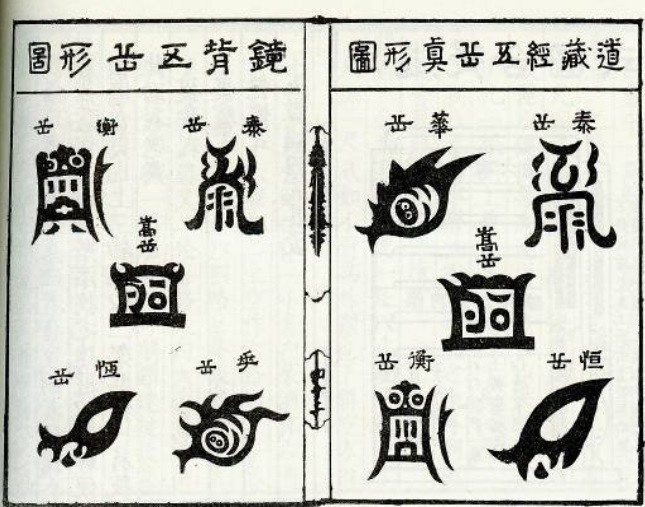
明萬曆刻本《遵生八箋》中的兩幅《五嶽真形圖》

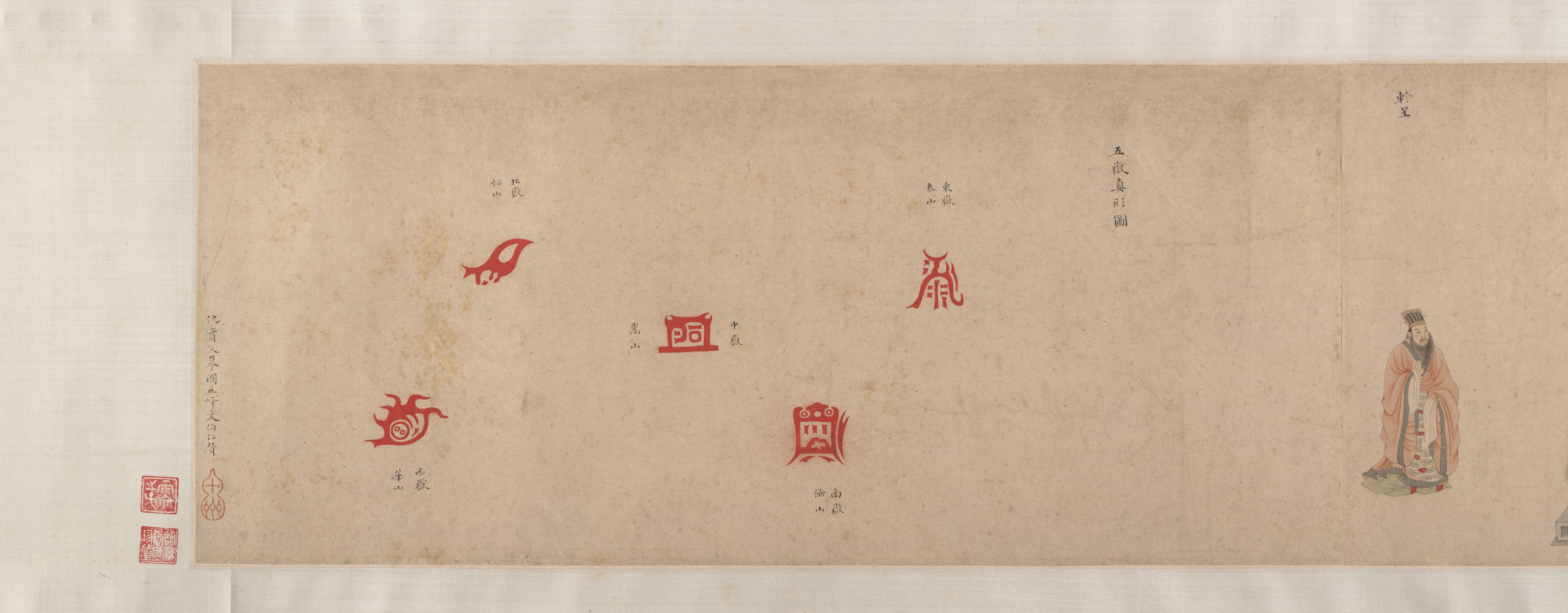
明傳仇英繪《五星二十八宿神形圖卷》末尾的五岳真形图，现藏纽约大都会博物馆

《古今圖書集成》中的“唐五嶽真形鑑圖”，取自北宋《重修宣和博古图》

《古今圖書集成》中的五嶽真形圖

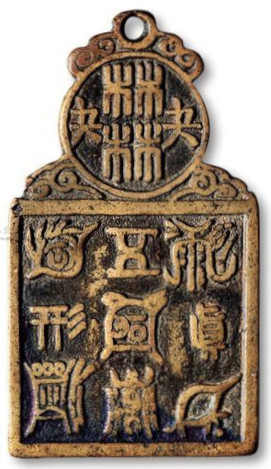
清代的五岳真形图护符

五嶽真形圖，題為東方朔編，實際應出於漢末魏晉之際，為中國古代道士繪製的一種特殊山嶽圖，在道教中用以「辟兵凶逆」，為符籙之最古者。後世此書傳本甚多，今《正統道藏》本一卷，收入洞玄部靈圖類。另有《雲笈七籤》本，收入該書卷七九。今河南登封縣嵩山中嶽廟內存此圖碑刻。

## 題解
五嶽，指東嶽泰山、西嶽華山、中嶽嵩山、北嶽恆山、南嶽衡山/霍山。
真形，本來的形象；真實的形體或形象。五嶽真形，即五嶽的山水之象，其形勢「盤曲迴轉，高下參差，長短卷舒，波流似於奮筆，鋒鋩暢乎嶺崿」。法国汉学家施舟人认为，山的“真形”是神明眼中所见的形体，是由山谷等自然力量所形成的山岳，真形显示出自然风景内在的灵魂。

## 內容
其一為〈五嶽真形圖序〉，概述五嶽四山（即泰山、衡山、嵩山、華山、恆山、青城山、廬山、霍山、潛山）之真形與靈跡。內稱五嶽四山之「真形圖」乃取象山水曲折參差之狀圖寫而成，出自神農、黃帝之世。凡人有此真形圖，入山不迷，可避兵災毒害。又稱五嶽四山皆有神靈，並逐一列舉每山之山君及其部領群仙玉女之數。
其二為〈靈寶五嶽古本真形圖〉，首載「五嶽山真形文」一幅、「三天太上大道君長生符」六枚。其次列舉五嶽四山真形圖九幅，每圖前各有符一枚。各符圖後有文字，略敘書寫佩帶符圖之法。
其三〈洞元靈寶五嶽真形圖〉，此篇符圖文字與古本略同，惟符文筆畫較細，並且各真形圖內外有小字注文。疑此篇乃宋代傳世之《五嶽真形圖》別本。

## 相關著作
- 《太上洞玄靈寶五嶽神符》
- 《五嶽真形圖序論》
- 《靈寶无量度人上經大法》的〈五嶽真形品〉

## 考據
據推斷《五嶽真形圖》應該源自一種由高山絕頂向下俯視的鳥瞰圖，或者說是山嶽平面圖。後代通行的《五嶽真形圖》，往往完全脫離實際地理形勢，只是標繪爲一種圖形、符籙符號，含有護符成份在內，已無地形圖之作用。